# Beechina
Beechina är en del av en befolkad plats i Australien. Den ligger i kommunen Mundaring och delstaten Western Australia, omkring 45 kilometer öster om delstatshuvudstaden Perth. Antalet invånare är 113.
Närmaste större samhälle är Chidlow, nära Beechina.
I omgivningarna runt Beechina växer huvudsakligen savannskog. Runt Beechina är det ganska glesbefolkat, med 23 invånare per kvadratkilometer. Genomsnittlig årsnederbörd är 763 millimeter. Den regnigaste månaden är juli, med i genomsnitt 131 mm nederbörd, och den torraste är december, med 14 mm nederbörd.